# Since 2007
A Since 2007 vagy Bigbang Vol.1 a dél-koreai Big Bang együttes első nagylemeze, mely 2006. december 22-én jelent meg a YG Entertainment kiadásában. Az albumon az együttes tagjai is közreműködtek szerzőként, legfőképp G-Dragon. A lemezből 2007 február végéig 48 009 darabot adtak el.

## Dalok
1. Big Bang (Intro) – 0:25
2. She Can't Get Enough – 3:29
3. Dirty Cash – 3:14
4. Next Day (Taum nal, 다음날) (Seungri szóló) – 4:03
5. Big Boy (T.O.P. szóló) – 3:18
6. Shake It (Hunduro, 흔들어) (featuring Ji Eun) – 3:45
7. Nunmulppunin pabo (A Fool of Tears, 눈물뿐인 바보) – 4:02
8. Ma Girl (Taeyang szóló) – 3:51
9. La La La – 2:59
10. This Love (G-Dragon szóló) – 3:32
11. Uszo bonda (Laugh It Off, 웃어본다) (Daesung szóló) – 4:12